# Maisi (geslacht)
Maisi is een kevergeslacht uit de familie van de boktorren (Cerambycidae). De wetenschappelijke naam van het geslacht werd voor het eerst geldig gepubliceerd in 1975 door Zayas.

## Soorten
Maisi is monotypisch en omvat slechts de volgende soort:
- Maisi fisheri Zayas, 1975